# فيكتور فيراز ماسيدو
فيكتور فيراز ماسيدو (بالبرتغالية: Victor Ferraz Macedo‏) (14 يناير 1988 بجواو بيسوا في البرازيل - ) هو لاعب كرة قدم برازيلي في مركز الدفاع. لعب مع أتلتيكو براغانتينو وأتلتيكو غويانيينسي ونادي سانتوس ونادي كوريتيبا ونادي فيلا نوفا وÁguia de Marabá Futebol Clube ‏ وEsporte Clube São José ‏ وإيراتي الرياضي ‏.

## روابط خارجية
- فيكتور فيراز ماسيدو على موقع قاعدة بيانات كرة القدم.إي يو (الإنجليزية)
- فيكتور فيراز ماسيدو على موقع Soccerway.com (الإنجليزية)